# Códice de Madri (Leonardo da Vinci)

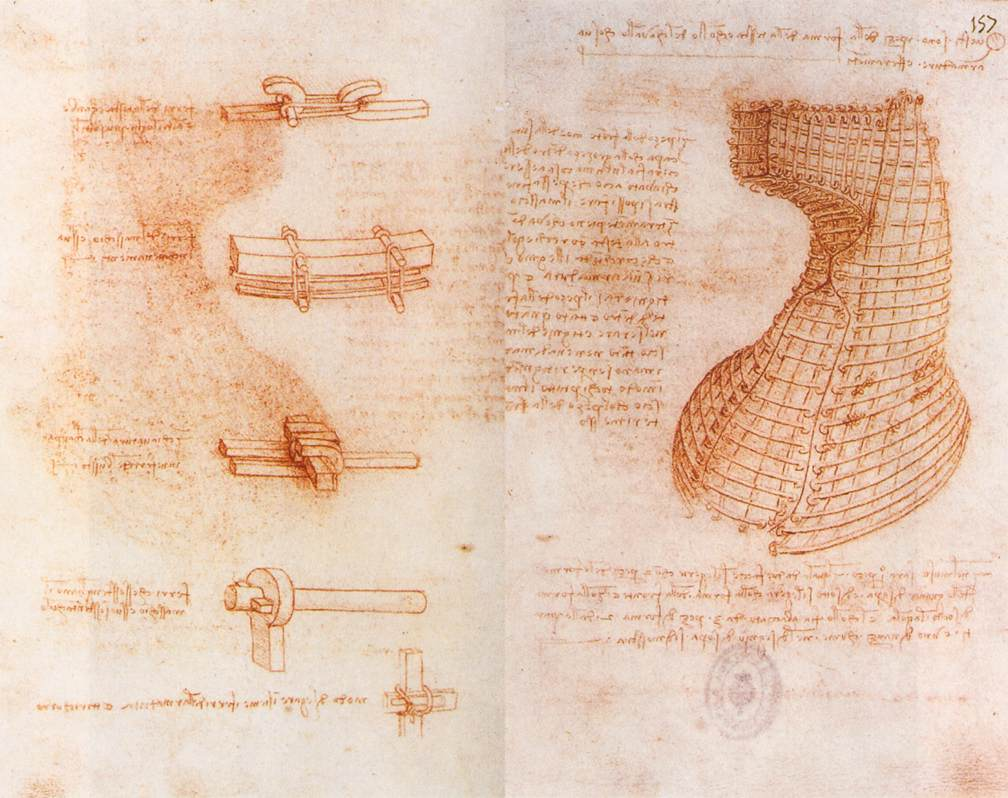
Página manuscrita dupla no monumento Sforza

Os Códices de Madri I–II (I – Ms. 8937 i II – Ms. 8936), são dois manuscritos de Leonardo da Vinci que foram descobertos na Biblioteca Nacional de España em Madri em 1965 pelo Dr. Jules Piccus, Professor de Línguas da Universidade de Massachusetts. Os Códices de Madrid I foram concluídos durante 1490 e 1499, e II de 1503 a 1505.
Os dois códices foram trazidos para a Espanha por Pompeo Leoni, um escultor da corte de Filipe II. Após várias mudanças de propriedade, foram transferidos para a biblioteca monástica de El Escorial e, finalmente, para a Biblioteca Real, onde permaneceram desconhecidos por 252 anos.

## Descrição

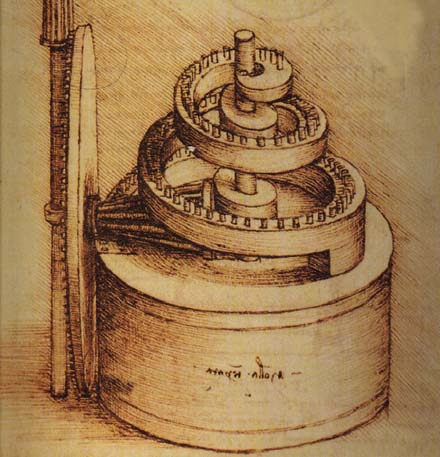
Dispositivo de mola

Os dois volumes, contendo 197 páginas, são encadernados em couro vermelho. Os tópicos discutidos incluem mecânica, estática, geometria e construção de fortificações. Há uma lista de 116 livros que Leonardo estava usando na época, incluindo alguns livros básicos de gramática latina. O texto é escrito em dialeto italiano com alguns erros.
Os manuscritos são de grande importância, pois contêm cerca de 15% das notas de Leonardo referenciadas hoje, mas também são importantes pela qualidade e relevância das obras que contêm, que estão entre os principais tratados de engenharia de sua época.

## História
Após a morte de Leonardo, os códices foram herdados por seu pupilo e herdeiro Francesco Melzi. Mais de cinquenta anos depois, Pompeo Leoni, um escultor a serviço de Filipe II, comprou-os do filho de Melzi, Orazio, e os trouxe para a Espanha.  Quando ele morreu em 1608, os manuscritos foram transferidos para Juan de Espina, um amigo de Francisco de Quevedo y Villegas, retratado na época como: "um cavalheiro que vive sozinho em uma mansão em Madri e seus servos são autômatos de madeira".
Em uma visita a Madri em 1623, o futuro Charles I da Inglaterra se interessou pelos manuscritos, mas Juan de Espina se recusou a vendê-los.  O Códice chegou à Biblioteca Real em 1712, onde por várias razões permaneceu perdido até 1964. De acordo com Martin Abad, gerente de manuscritos da biblioteca, seu extravio foi "devido à transferência da Biblioteca Real para quatro locais diferentes, uma confusão fatal de uma assinatura e também devido à aura de Da Vinci, que cegou muitos tentando anexar sua fama à do gênio".

## Edições fac-símile
- Codex Madri I (Ms. 8937) e Codex Madrid II (Ms. 8936) Emissão Mundial.
- Codex Madri I (Ms. 8937) "Tratado de estática e mecânica", 192 fólios com 384 páginas. Formato interno: 215 x 145 mm.
- Codex Madri II (Ms. 8936) "Tratado de fortificação, estática e geometria". 158 fólios com 316 páginas. Formato interno: 210 x 145 mm.
- Os códices de Madri. McGraw-Hill Inc, EUA, 1974. Cinco volumes, completos, com manuscrito original, tradução para o italiano e inglês.